# Орден Његоша (СРЈ)
Орден Његоша је било одликовање Савезне Републике Југославије и и Државне заједнице Србије и Црне Горе у три степена.
Орден је установљен 4. децембра 1998. године доношењем Закона о одликовањима СРЈ. Имао је три степена и додељивао се за: „за заслуге у области друштвених и хуманистичких наука“.
Додељивао га је председник Републике, а касније председник Државне заједнице СЦГ.

### Изглед и траке одликовања
Орден Његоша првог степена састоји се од звезде, ленте и орденског знака. Звезда ордена израђена је од легуре бакра и цинка у облику осмокраке звезде, пречника 70мм, чији су краци позлаћени, а зраци између њих су посребрени. У средини звезде је аплициран кружни медаљон са рељефним портретом Петра Петровића Његоша, од патинираног сребра, пречника 26мм. Око Његошевог
портрета налази се позлаћени кружни прстен, који је светлоплаво емајлиран, пречника 35мм. На наличју звезде налази се игла за качење. Лента ордена израђена је од светлоплаве моариране свиле са по једном белом ивичном пругом са стране. Ширина ленте је 100мм, а беле пруге су ширине 5мм. Орденски знак је израђен од легуре бакра и цинка као кружна стилизована звезда, која се састоји од осам позлаћених кракова, пречника 55мм. Краци су у облику малтешког крста између којих пролазе сребрни зраци. На лицу орденског знака, у његовој средини, аплициран је медаљон са портретом Петра Петровића Његоша. Медаљон је израђен од патинираног сребра, пречника 28мм. Око медаљона налази се позлаћени кружни прстен, који је светлоплаво емајлиран, пречника 37мм. На наличју орденског знака налази се, у средини, посребрени кружни медаљон са рељефним натписом: "Благо томе ко довијек живи имао се рашта и родити". Око натписа је позлаћени кружни прстен, пречника 37мм. Остали детаљи на наличју орденског знака идентични су са оним на лицу орденског знака. Изнад орденског знака налази се позлаћени кружни ловоров венац, пречника 25мм. У његовој средини су иницијали Петра Петровића Његоша. Детаљи лица и наличја ловоровог венца са иницијалима су идентични. Ловоров венац је шарком спојен са орденским знаком и чини са њим једну целину. Врпца ордена израђена је од светлоплаве моариране свиле, ширине 36мм, са по једном белом ивичном пругом, ширине 2мм. На средини врпце налази се позлаћени грб Савезне Републике Југославије, висине 7мм. Звезда Ордена Његоша првог степена носи се на левој страни груди, а лента преко груди - са десног рамена ка левом боку.
Орден Његоша другог степена састоји се од звезде и орденског знака. Звезда ордена је по композицији и облику иста као и звезда
Ордена Његоша првог степена, али су краци звезде посребрени, а зраци између кракова су позлаћени. Орденски знак је по композицији, материјалу и облику исти као орденски знак Ордена Његоша првог степена и има орнаментисану ушицу провучену кроз кружну алку на ловоровом венцу. Врпца ордена израђена је од светлоплаве моарираие свиле, ширине 36мм, са по једном белом ивичном пругом, ширине 2мм. На средини врпце налаэи се посребрени грб Савезне Републике Југославије, висине 7мм. Звезда Ордена Његоша другог степена носи се на левој страни груди, а орденски знак о врату на траци израђеној од светлоплаве моариране свиле, ширине 36мм, са по једном белом ивичном пругом, ширине 2мм.
Орден Његоша трећег степена састоји се од орденског знака који је по композицији, материјалу и облику исти као орденски знак Ордена Његоша другог степена и има орнамеитисану ушицу провучену кроз кружну алку на ловоровом венцу. Врпца је као код Ордена Његоша другог степана, али нема минијатурни грб Савезне Републике Југославије. Орден Његоша трећег степена носи се о врату на траци која је иста као и код Ордена Његоша другог степена.
| Орден првог реда | Орден другог реда | Орден трећег реда |
| ---------------- | ----------------- | ----------------- |
| Траке одликовања |                   |                   |
|                  |                   |                   |